# Formaggio Paraguay
Il formaggio Paraguay (in spagnolo Queso Paraguay, in guaraní Kesu Paraguái) è un formaggio di latte di mucca della tradizione gastronomica paraguaiana. Fornisce un notevole apporto di calorie e proteine, soprattutto nelle ricette di pietanze salate, molto caratteristiche del Paese e parte importante della sua cultura.
Si tratta di un particolare tipo di formaggio ottenuto dalla "cagliata" (una preparazione che si ottiene mescolando il latte con il caglio, parte del tratto digerente di alcuni ruminanti che secerne acido lattico durante il processo di digestione), cui viene generalmente aggiunto sale, e dal momento che è fatto con latte intero, è un formaggio molto cremoso e nutriente. È morbido e con un sapore acidulo, e si conserva per circa sei settimane.

## Origine del nome
Il nome "kesú paraguai" (formaggio Paraguay) deriva dalla unione delle parole "formaggio" (queso in spagnolo) e "Paraguay" in lingua guaraní.
L'uso della parola "paraguai" con una "i" invece di una "y" si deve al fatto che in guaraní la "y" è pronunciata in modo diverso dalla pronuncia spagnola e assume un altro significato, che è "acqua".

## Preparazione
Gli ingredienti utilizzati nella produzione del formaggio Paraguay sono entrambi latticini: latte intero e cagliata.
La preparazione consiste in tre processi: il trattamento del caglio, la lavorazione della cagliata e infine la lavorazione del formaggio stesso.
Il caglio viene aperto e lavato molto accuratamente, e posto in un contenitore con una grande quantità di succo di arancia o di limone. Viene lasciato a bagno nel liquido per circa tre o quattro ore e poi messo ad asciugare al sole. Quando è asciutto, il caglio è pronto per cagliare il latte.
Per la cagliata si mette il latte intero in un contenitore, si aggiunge il caglio, quindi si mescola di tanto in tanto per circa un'ora. Trascorso questo tempo si fa la prova versando un po' del liquido nel palmo della mano: se c'è la cagliata si toglie il caglio e si lascia riposare brevemente il latte per terminare il processo.
Infine, il formaggio si forma rompendo la cagliata, dopodiché viene lasciato riposare ancora per qualche ora in modo che rilasci un po' di liquido, chiamato siero di latte. Dopo questo, la cagliata viene spremuta fino a quando tutto il liquido non è espulso. Quando la cagliata non ha più siero di latte, viene posta in appositi telai di forma rettangolare chiamati piatti da formaggio. Il giorno successivo il “kesú Paraguay” è pronto per essere consumato.

## Storia
L'elaborazione del “kesú paraguai” ebbe origine nelle aree rurali (dedite all'agricoltura e all'allevamento di mucche) del Paraguay.
Secondo alcuni studiosi di storia sociale del Paraguay, tutta la gastronomia popolare paraguaiana, che affonda le sue radici nella cucina familiare, dopo la guerra del Paraguay dove il Paraguay combatté la Triplice Alleanza (Argentina, Brasile e Uruguay, tra il 1864 e il 1870) incrementò spontaneamente il contenuto calorico, a causa della situazione in cui si ritrovò il Paese dopo il conflitto. All'indomani della guerra infatti il cibo era limitato, e i generi alimentari erano di difficile reperimento. Quindi la cucina paraguaiana puntò su un elevato contenuto proteico per compensare la irregolarità dei pasti.